# Liga dos Campeões da CAF de 2013 – Fase de Grupos
A Fase de Grupos da Liga dos Campeões da CAF de 2013 foi disputada entre julho e setembro de 2013. Os oito vencedores da segunda fase competiram nesta fase.

## Sorteio
O sorteio para a fase de grupos ocorreu em 14 de maio de 2013, 14:00 (UTC+2) na sede da CAF no Cairo, Egito.

## Grupos

### Grupo A
| Time            | Pts | J | V | E | D | GF | GS | SG |
| --------------- | --- | - | - | - | - | -- | -- | -- |
| Al-Ahly         | 11  | 6 | 3 | 2 | 1 | 8  | 7  | +1 |
| Orlando Pirates | 8   | 6 | 2 | 2 | 2 | 8  | 4  | +4 |
| Zamalek         | 7   | 6 | 2 | 1 | 3 | 10 | 12 | –2 |
| AC Léopards     | 7   | 6 | 2 | 1 | 3 | 4  | 7  | –3 |

| 20 de julho   | Orlando Pirates | 0 – 0     | AC Léopards | Estádio Orlando, Joanesburgo         |
| 20:00 (UTC+2) |                 | Relatório |             | Árbitro: MAU Rajindraparsad Seechurn |

| 24 de julho[A] | Zamalek   | 1 – 1     | Al-Ahly             | Estádio El Gouna, El Gouna   |
| 16:30 (UTC+2)  | Gaafar 8' | Relatório | Aboutrika 54' (pen) | Árbitro: ALG Djamel Haimoudi |

| 4 de agosto   | AC Léopards     | 1 – 0     | Zamalek | Stade Denis Sassou Nguesso, Dolisie |
| 15:30 (UTC+1) | Ntela 37' (pen) | Relatório |         | Árbitro: MAD Hamada Nampiandraza    |

| 4 de agosto   | Al-Ahly | 0 – 3     | Orlando Pirates                              | Estádio El Gouna, El Gouna   |
| 16:30 (UTC+2) |         | Relatório | Ntshumayelo 12' · Jali 73' (pen) · Myeni 76' | Árbitro: ALG Mohamed Benouza |

| 17 de agosto  | AC Léopards | 0 – 1     | Al-Ahly     | Stade Denis Sassou Nguesso, Dolisie |
| 14:30 (UTC+1) |             | Relatório | Soliman 41' | Árbitro: SEY Bernard Camille        |

| 17 de agosto  | Orlando Pirates                                   | 4 – 1     | Zamalek       | Estádio Orlando, Joanesburgo |
| 20:00 (UTC+2) | Bacela 27' · Segolela 52' · Myeni 74' · Klate 82' | Relatório | Shikabala 29' | Árbitro: TUN Slim Jedidi     |

| 31 de agosto  | Al-Ahly                | 2 – 1     | AC Léopards  | Estádio El Gouna, El Gouna |
| 16:00 (UTC+2) | Said 37' · Soliman 68' | Relatório | Beaullia 84' | Árbitro: SEN Badara Diatta |

| 1 de setembro | Zamalek                    | 2 – 1     | Orlando Pirates | Estádio El Gouna, El Gouna   |
| 16:00 (UTC+2) | Eid 6' (pen) · Soliman 51' | Relatório | Bacela 33'      | Árbitro: CIV Noumandiez Doué |

| 14 de setembro | AC Léopards | 1 – 0     | Orlando Pirates | Stade Denis Sassou Nguesso, Dolisie |
| 14:30 (UTC+1)  | Bissiki 72' | Relatório |                 | Árbitro: TUN Mohamed Said Kordi     |

| 15 de setembro | Al-Ahly                                               | 4 – 2     | Zamalek               | Estádio El Gouna, El Gouna |
| 16:00 (UTC+2)  | Soliman 9' · El-Zaher 52' · Aboutrika 52' · Fathy 71' | Relatório | Gaber 4' · Hassan 82' | Árbitro: CMR Neant Alioum  |

| 22 de setembro | Zamalek                                         | 4 – 1     | AC Léopards | Estádio El Gouna, El Gouna |
| 15:00 (UTC+2)  | Ibrahim 33' · Shikabala 45+1' · Gaafar 57', 65' | Relatório | Bhebey 26'  | Árbitro: SEN Ousmane Fall  |

| 22 de setembro | Orlando Pirates | 0 – 0     | Al-Ahly | Estádio Orlando, Joanesburgo |
| 15:00 (UTC+2)  |                 | Relatório |         | Árbitro: MLI Koman Coulibaly |

Notas
- Nota A: A partida entre Zamalek x Al-Ahly foi adiada devido a preocupações com a segurança no Egito.[3]

### Grupo B
| Time                 | Pts | J | V | E | D | GF | GS | SG |
| -------------------- | --- | - | - | - | - | -- | -- | -- |
| Espérance ST         | 15  | 6 | 5 | 0 | 1 | 9  | 4  | +5 |
| Coton Sport          | 8   | 6 | 2 | 2 | 2 | 5  | 6  | –1 |
| Séwé Sport           | 5   | 6 | 1 | 2 | 3 | 5  | 6  | –1 |
| Recreativo do Libolo | 5   | 6 | 1 | 2 | 3 | 8  | 11 | –3 |

| 21 de julho   | Recreativo do Libolo | 1 – 0     | Espérance ST | Estádio Municipal de Calulo, Calulo |
| 15:30 (UTC+1) | Aguinaldo 90+4'      | Relatório |              | Árbitro: ZAM Janny Sikazwe          |

| 3 de agosto   | Séwé Sport                     | 3 – 1     | Recreativo do Libolo | Stade Robert Champroux, Abidjan |
| 15:30 (UTC+0) | Zougoula 24', 39', 45+4' (pen) | Relatório | Sidnei 34'           | Árbitro: MAR Bouchaïb El Ahrach |

| 3 de agosto   | Espérance ST               | 2 – 0     | Coton Sport | Stade Olympique de Radès, Radès |
| 22:00 (UTC+1) | Belaïli 61' · Msakni 90+1' | Relatório |             | Árbitro: EGY Gehad Grisha       |

| 11 de agosto[B] | Coton Sport  | 1 – 0     | Séwé Sport | Estádio Roumdé Adjia, Garoua    |
| 15:00 (UTC+1)   | Yougouda 58' | Relatório |            | Árbitro: GAB Eric Otogo-Castane |

| 18 de agosto  | Coton Sport               | 2 – 1     | Recreativo do Libolo | Estádio Roumdé Adjia, Garoua       |
| 14:30 (UTC+1) | Yougouda 31' · Mbongo 47' | Relatório | Rúben Gouveia 89'    | Árbitro: ETH Bamlak Tessema Weyesa |

| 18 de agosto  | Séwé Sport | 0 – 1     | Espérance ST | Stade Robert Champroux, Abidjan |
| 15:30 (UTC+0) |            | Relatório | Darragi 48'  | Árbitro: SEN Ousmane Fall       |

| 31 de agosto  | Espérance ST | 1 – 0     | Séwé Sport | Stade Olympique de Radès, Radès |
| 22:00 (UTC+1) | Yahia 58'    | Relatório |            | Árbitro: ALG Djamel Haimoudi    |

| 1 de setembro | Recreativo do Libolo | 1 – 1     | Coton Sport | Estádio Municipal de Calulo, Calulo |
| 14:30 (UTC+1) | Aguinaldo 24'        | Relatório | Yedan 32'   | Árbitro: GAM Bakary Gassama         |

| 14 de setembro | Espérance ST                  | 3 – 2     | Recreativo do Libolo   | Stade Olympique de Radès, Radès |
| 20:00 (UTC+1)  | N'Djeng 2', 80' · Darragi 53' | Relatório | Rúben Gouveia 46', 55' | Árbitro: RSA Daniel Bennett     |

| 15 de setembro | Séwé Sport | 0 – 0     | Coton Sport | Stade Robert Champroux, Abidjan |
| 15:00 (UTC+0)  |            | Relatório |             | Árbitro: BOT Joshua Bondo       |

| 21 de setembro | Recreativo do Libolo                 | 2 – 2     | Séwé Sport              | Estádio Municipal de Calulo, Calulo |
| 15:00 (UTC+1)  | João Tomás 4' · Nuno Silva 11' (pen) | Relatório | Halidou 8' · Binate 41' | Árbitro: ALG Mohamed Benouza        |

| 21 de setembro | Coton Sport   | 1 – 2     | Espérance ST                  | Estádio Roumdé Adjia, Garoua     |
| 15:00 (UTC+1)  | Kamilou 90+1' | Relatório | Gharsellaoui 7' · Akaïchi 24' | Árbitro: MAD Hamada Nampiandraza |

Notas
- Nota B: A partida entre Coton Sport x Séwé Sport foi adiada devido à suspensão da Federação Camaronesa de Futebol, pela FIFA, em 4 de julho de 2013.[3]